# Bánréve
Bánréve es un pueblo húngaro perteneciente al distrito de Putnok, condado de Borsod-Abaúj-Zemplén.

## Superficie
Cuenta con una superficie de 6,62 km².

## Demografía
Hasta 2024 la población era de 1128 habitantes, con una densidad de población de 180,19 hab/km².
| Gráfica de evolución demográfica de Bánréve entre 2020 y 2024 |
|                                                               |
| Datos según la Oficina Central de Estadística de Hungría.     |